# 藤山英樹
藤山 英樹（ふじやま ひでき、1971年 - ）は、日本の経済学者。獨協大学経済学部教授。研究分野はミクロ経済学、ゲーム理論。近年はそれらを実証方向に拡張・発展させている。博士（経済学）。学位論文は「大企業と小企業の複占競争およびネットワークの生成に関する情報財の経済分析」（2003年）。

## 略歴
- 1971年 大阪府生まれ
- 1990年 大阪府立北野高等学校卒業
- 1995年 京都大学経済学部経済学科卒業
- 1997年 京都大学大学院経済学研究科修士課程修了
- 2000年 京都大学大学院経済学研究科専攻博士後期課程単位取得満期退学
- 2000年 獨協大学経済学部専任講師
- 2003年 京都大学博士（経済学）
- 2004年 獨協大学経済学部助教授
- 2008年 獨協大学経済学部准教授
- 2011年 獨協大学経済学部教授

## 著書

### 単著
- 情報財の経済分析―大企業と小企業の競争、ネットワーク、協力（昭和堂）2005年
- 統計学からの計量経済学入門（昭和堂）2007年

### 共著
- 経済=統計学―基礎理論の理解と習得（昭和堂）2008年

### 分担執筆
- 「自律した部門間の内生的なネットワーク」『ネットワーク・ダイナミクス－社会ネットワークと合理的選択－』所収（勁草書房）2005年
- 「なぜ各政党の政策は似てくるのか」、「なぜ京都会議(COP3)は混乱したのか」『社会を＜モデル＞でとく！－数理社会学への招待 』所収（剄草書房）2004年
- 「駆け引きの場としての経済：ゲーム理論の可能性」『新しい教養のすすめ　経済学』所収（昭和堂）2002年
- "Evolution of Cooperation in a Situation with a Risk:Some Problems of Cooperation in a Closed Society versus an Open Society" ，Enabling Society with Information Technology, Springer, 2001

## 論文
- "Estimation of Exit Behaviors: Panel Data Analysis of an Experiment with Intergroup Mobility"（共著），経済統計学会『統計学』94号，2008年
- "Estimation of Cooperation Behaviors: Six Categories from Experimental Data"，International Information Institute，INFORMATION, Vol. 10, No.6, 2007年
- 「閉鎖的関係と開放的関係の相互作用による社会的効率性の向上」数理社会学会『理論と方法』Vol22. No.1，2007年
- 「部門間調整モデルにおける決定関数の線形性：ネットワーク分析と関連して」  獨協大学経済学会『獨協経済』第79号，2004年
- 「情報財と情報市場戦略」（共著），情報処理学会『情報処理』Vol. 42 No. 4 ，2001年

情報財や協力行動についての理論・実証分析を中心に多数。